# یواس‌سی‌جی‌سی اونیماک (دبلیوای‌وی‌پی-۳۷۹)
یواس‌سی‌جی‌سی اونیماک (دبلیوای‌وی‌پی-۳۷۹) (به انگلیسی: USCGC Unimak (WAVP-379)) یک کشتی بود که طول آن ۳۰۰ فوت ۰ اینچ (۹۱٫۴ متر) بود. این کشتی در سال ۱۹۴۲ ساخته شد.